# Bundesinnung der Hörakustiker

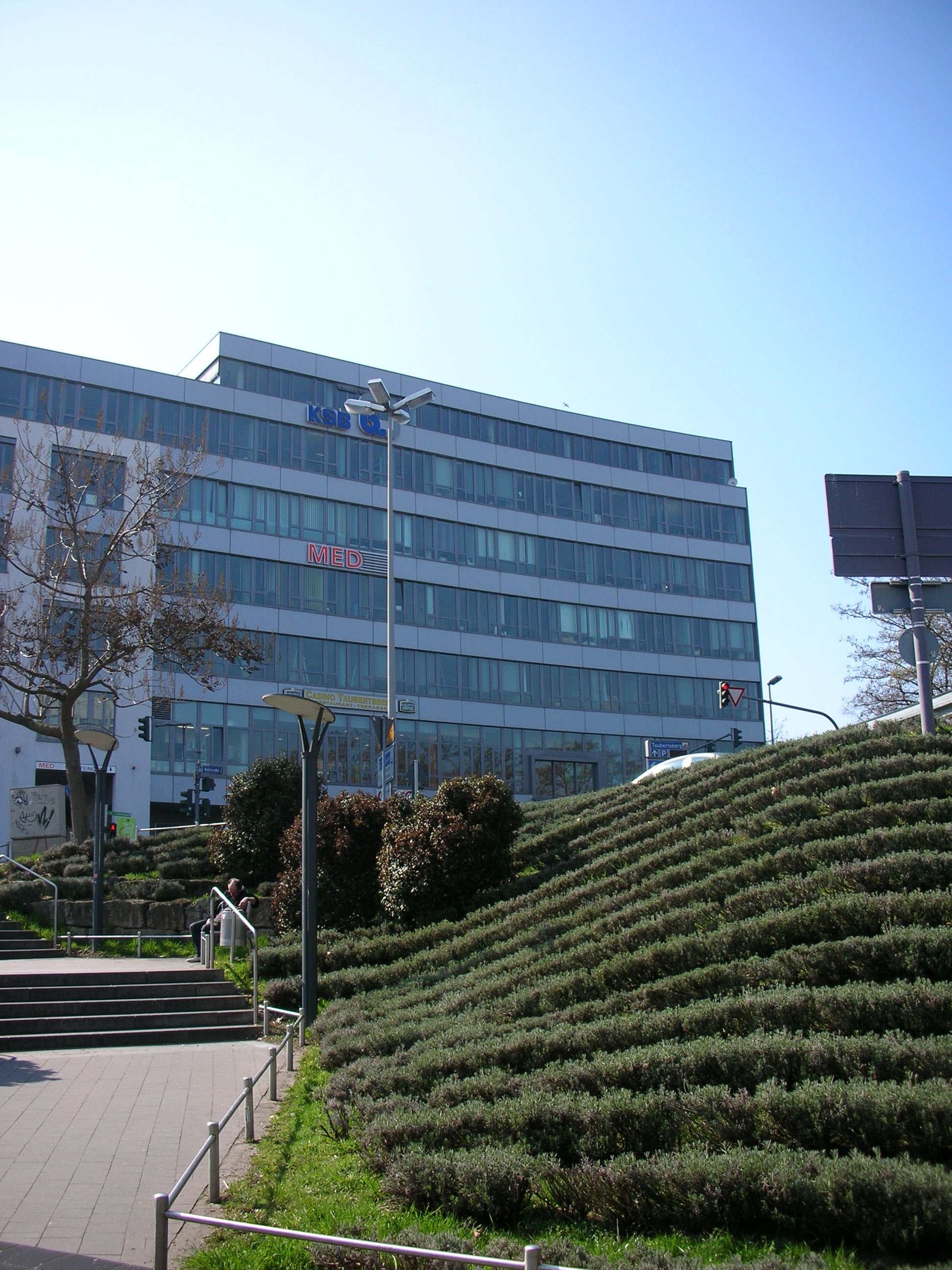
Sitz der Bundesinnung der Hörakustiker (biha) in Mainz

Die Bundesinnung der Hörakustiker KdöR (biha) (früher Bundesinnung der Hörgeräteakustiker) ist der Spitzenverband des Hörakustiker-Handwerks in Deutschland.
Die Innung wurde gegründet, um die Interessen des Hörakustiker-Handwerks zu bündeln, zu vertreten und die Mitglieder in der Ausübung ihres Berufes zu unterstützen. Zum Eintritt in die biha ist berechtigt, wer das Hörakustiker-Handwerk selbständig betreibt und mit diesem Handwerk in der Handwerksrolle eingetragen ist. Die Mitgliedschaft in der biha ist freiwillig.

## Organisation
Die Delegiertenversammlung bildet das höchste Beschlussgremium der Bundesinnung der Hörakustiker und wird von den Innungsmitgliedern auf drei Jahre gewählt.
Die Delegiertenversammlung wählt wiederum den Vorstand, der auf fünf Jahre gewählt wird und aus einem Präsidenten und bis zu vier Stellvertretern besteht. Die Arbeit im Vorstand und der Delegiertenversammlung ist ausschließlich ehrenamtlich. Der Bundesinnungsobermeister ist der Präsident der Bundesinnung.
Von 1983 bis 2002 führte der Jurist Leopold Russy die Bundesinnung als Geschäftsführer. 2002 übernahm der Volkswirt Jakob Stephan Baschab den Posten als Hauptgeschäftsführer.

## Aufgaben
Die Innung vertritt den Berufsstand des Hörakustikers gegenüber Ministerien, Behörden, Industrie, Verbänden, Krankenkassen und der Öffentlichkeit. Insbesondere verhandelt sie für ihre Mitglieder Verträge mit den gesetzlichen Krankenkassen, denen sich die Innungs-Mitglieder dann anschließen können (aber nicht müssen).
Die Innung engagiert sich außerdem in der Aus- und Fortbildung von Hörakustikern. So betreibt sie seit 1973 die Akademie für Hörakustik in Lübeck, die größte Berufsbildungsstätte eines Gesundheitshandwerks weltweit.

## Vorstand
Am 28. März 2023 wurde Eberhard Schmidt von der Delegiertenversammlung in Frankfurt am Main zum neuen Präsidenten der Bundesinnung der Hörakustiker gewählt. Er folgt damit auf Marianne Frickel, die nach 25 Jahren als Präsidentin nicht mehr zur Wahl antrat. Marianne Frickel folgte im Jahr 1998 auf Klaus Klingbeil in das Präsidentenamt.

## Rechtliche Auseinandersetzungen
Im Jahr 2011 untersagte das Bundeskartellamt der Bundesinnung der Hörgeräteakustiker bestimmte Verhaltensweisen gegenüber Krankenkassen, die nach Einschätzung der Behörde eine unzulässige Wettbewerbsbeschränkung darstellten. Die Innung hatte Krankenkassen vertragliche Vorteile nur unter der Bedingung eingeräumt, dass diese auf alternative Versorgungsmodelle – insbesondere den sogenannten „verkürzten Versorgungsweg“ – verzichteten. Das Bundeskartellamt bewertete dies als kartellrechtswidrig.
Im Anschluss an diese Entscheidung strebte das Hörgeräteunternehmen auric Hörsysteme ein zivilrechtliches Schadensersatzverfahren gegen die Biha an. Hintergrund war die Behinderung des von auric entwickelten alternativen Versorgungswegs durch die Innung. Ein rechtskräftiges Urteil lag zum Zeitpunkt des Interviews aus dem Jahr 2016 noch nicht vor.